# Château de Laarne
Le château de Laarne  ou château de Laerne,(en néerlandais Kasteel van Laarne) se dresse dans un coude de l’Escaut, au sud-est de Gand. 

## Description
Le château porte la double empreinte d’une forteresse du Moyen Âge et d’une résidence seigneuriale du XVIIe siècle. Les parties les plus anciennes du bâtiment, construit selon un pentagone presque régulier, remontent au XIIe siècle. Il subsiste un donjon et des tours rondes coiffées en pyramide de pierres pour les rendre invulnérables au feu.

## Histoire
Légué en 1953 par le comte Robert-Christian de Ribaucourt à l'Association des Demeures Historiques de Belgique, le château a été restauré par cette dernière qui l'a ouvert à la visite.